# Heisterberg (Niederdollendorf)

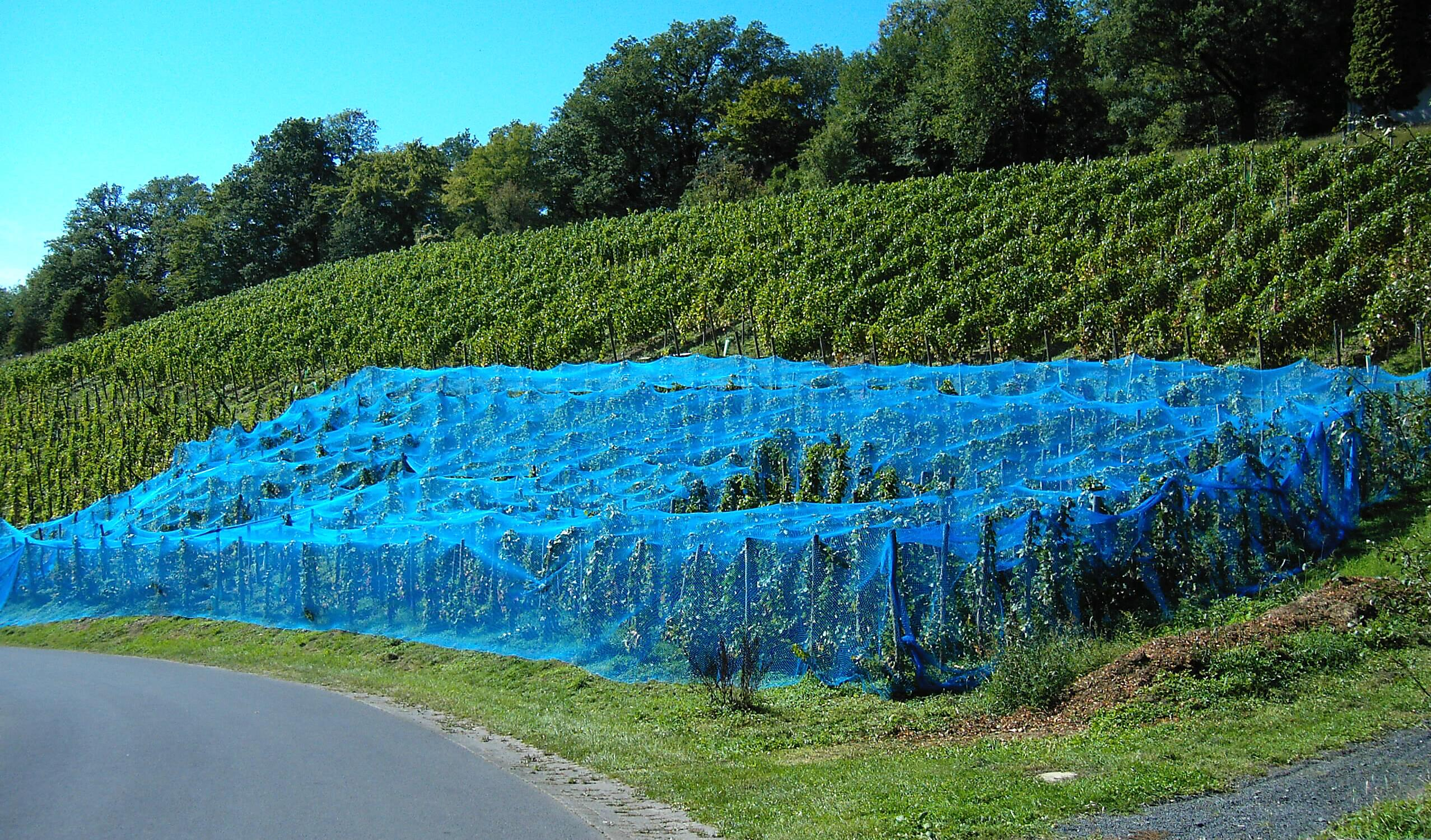
Weinstöcke im Heisterberg

Der Heisterberg (früher auch „Pfaffenröttchen“ genannt) ist eine Weinlage im Königswinterer Stadtteil Niederdollendorf.

## Historie
Der Heisterberg wird 1329 erstmals als „Paffinroyt“ (Pfaffenrodung) erwähnt, als das Kloster Heisterbach dort Rodungen vornimmt, um Weinbau zu betreiben. Die damalige Fläche betrug etwa zwei Morgen. Im Zuge der Säkularisation der rechtsrheinischen Gebiete nach der Französischen Revolution wurde die Lage 1803 Staatseigentum; 1823 wurde sie privatisiert und ging 1939 in den Besitz der Rheinischen Provinzialverwaltung und später in den Besitz des Landschaftsverbandes Rheinland.

## Lage
Der Heisterberg ist Teil der Großlage Petersberg (Bereich Siebengebirge) des Anbaugebietes Mittelrhein in Nordrhein-Westfalen. Die Lage hat eine Größe von 1,7 Hektar, von denen ca. 0,6 Hektar bestockt sind, und liegt am als Kellerberg bezeichneten nordwestlichen Abhang des Petersberges unterhalb von Haus Heisterberg in 110–130 Metern Höhe. Der Weinberg liegt geologisch in einem Bereich devonischer Ablagerungen aus Tonschiefer und Grauwacke im Unterschied zum benachbarten Drachenfels. Der Weinanbau wurde aufgrund mangelnder Wirtschaftlichkeit 1983 eingestellt. Knapp 20 Jahre später wurde die Lage wieder bestockt.